# Love Beach
Love Beach är det sjunde studioalbumet av progrockgruppen Emerson, Lake & Palmer, utgivet 18 november 1978. Skivan spelades in enkom för att uppfylla ett kontrakt med deras dåvarande skivbolag.

## Låtlista
1. "All I Want Is You" (Greg Lake/Peter Sinfield) - 2:35
2. "Love Beach" (Greg Lake/Peter Sinfield) - 2:46
3. "Taste of My Love" (Peter Sinfield) - 3:33
4. "The Gambler" (Keith Emerson/Greg Lake/Peter Sinfield) - 3:23
5. "For You" (Greg Lake/Peter Sinfield) - 4:28
6. "Canario (From Fantasia Para Un Gentilhombre)" (Joaquín Rodrigo) - 4:00
7. "Memoirs of an Officer and a Gentleman" (Keith Emerson/Peter Sinfield) - 20:16
  1. Prologue / The Education of a Gentleman
  2. Love at First Sight
  3. Letters from the Front
  4. Honourable Company (A March)

## Medverkande
- Keith Emerson - keyboards
- Greg Lake - sång och gitarr
- Carl Palmer - trummor och slagverk